# میریستیسین
میریستیسین ترکیبی طبیعی است که در گیاهان و ادویه‌های رایج، به‌ویژه جوز هندی یافت می‌شود. این ماده به‌عنوان حشره‌کش و افزایش‌دهنده‌ی اثر سم در ترکیب با دیگر حشره‌کش‌ها به کار می‌رود.  میریستیسین همچنین پیش ماده‌ای برای مشتقات آمفتامین‌های استخلافی است. از نظر ساختاری شبیه ام‌ام‌دی‌ای است و باور بر این است که در بدن به ام‌ام‌دی‌ای متابولیزه می‌شود و اثرات توهم‌زایی ایجاد می‌کند.  میریستیسین با تعدادی از مسیرهای پیام‌رسانی و فرایندهای آنزیمی بدن تداخل دارد، برای سلولهای زنده سمی است و همچنین ممکن است دارای خواص شیمیایی ضد سرطانی باشد. 

## استفاده
میریستیسین یک حشره‌کش موثر در برابر بسیاری از آفات کشاورزی است و ثابت شده که از طریق تماس مستقیم و سیستمیک باعث مرگ و میر می شود. همچنین در ترکیب با دیگر حشره‌کش‌ها، اثر هم‌افزایی دارد. 
ساختار میریستیسین شباهت زیادی به ترکیبات آمفتامین دارد و توانایی تولید اثرات روانگردان مشابه اکستازی دارد. به همین دلیل ، می توان از آن در سنتز مصنوعی برای ایجاد مشتقات آمفتامین و ایجاد داروهای طراح مانند MMDMA استفاده کرد که از لحاظ ساختار و اثر مشابه MDMA (اکستازی) هستند.  از میان ادویه های رایج حاوی میریستیسین، جوز هندی بیشترین غلظت را دارد. بنابراین ، بیشتر اوقات برای استخراج میریستیسین یا سواستفاده از اثرات آن استفاده می شود.

مقایسه ساختاری آمفتامین و مشتقات آن

در حالی که مسمومیت های جوز هندی به طور تصادفی وجود دارد ، همچنین برای دستیابی به نئشگی ارزان‌قیمتی شبیه روانگردان‌ها، به ویژه توسط نوجوانان ، مصرف کنندگان مواد مخدر ، دانشجویاk مورد سو استفاده قرار گرفته است.  دوزهای نسبتاً زیادی جوز هندی برای تولید اثرات مورد نیاز است ، بنابراین به نظر می رسد اکثر موارد مسمومیت جوز هندی گزارش شده ناشی از سومصرف عمدی است.

### اثرات روانگردان

شکل خلاصه‌ی تبدیل میریستیسین به MMDMA